# 24 Horas de Daytona

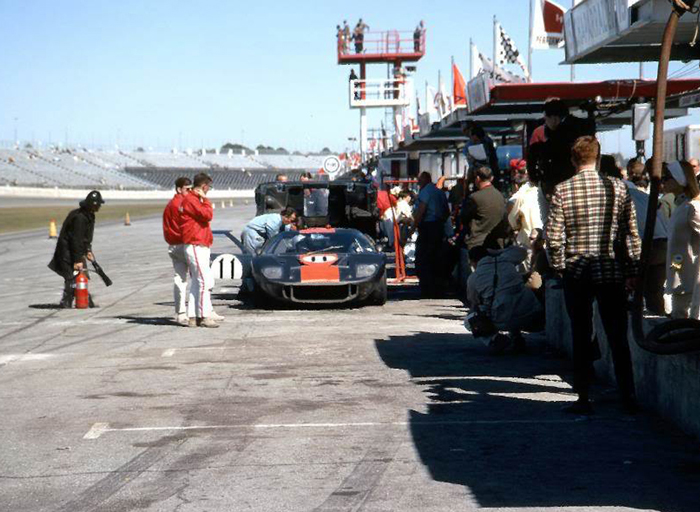
Box del equipo Ford de 1967.

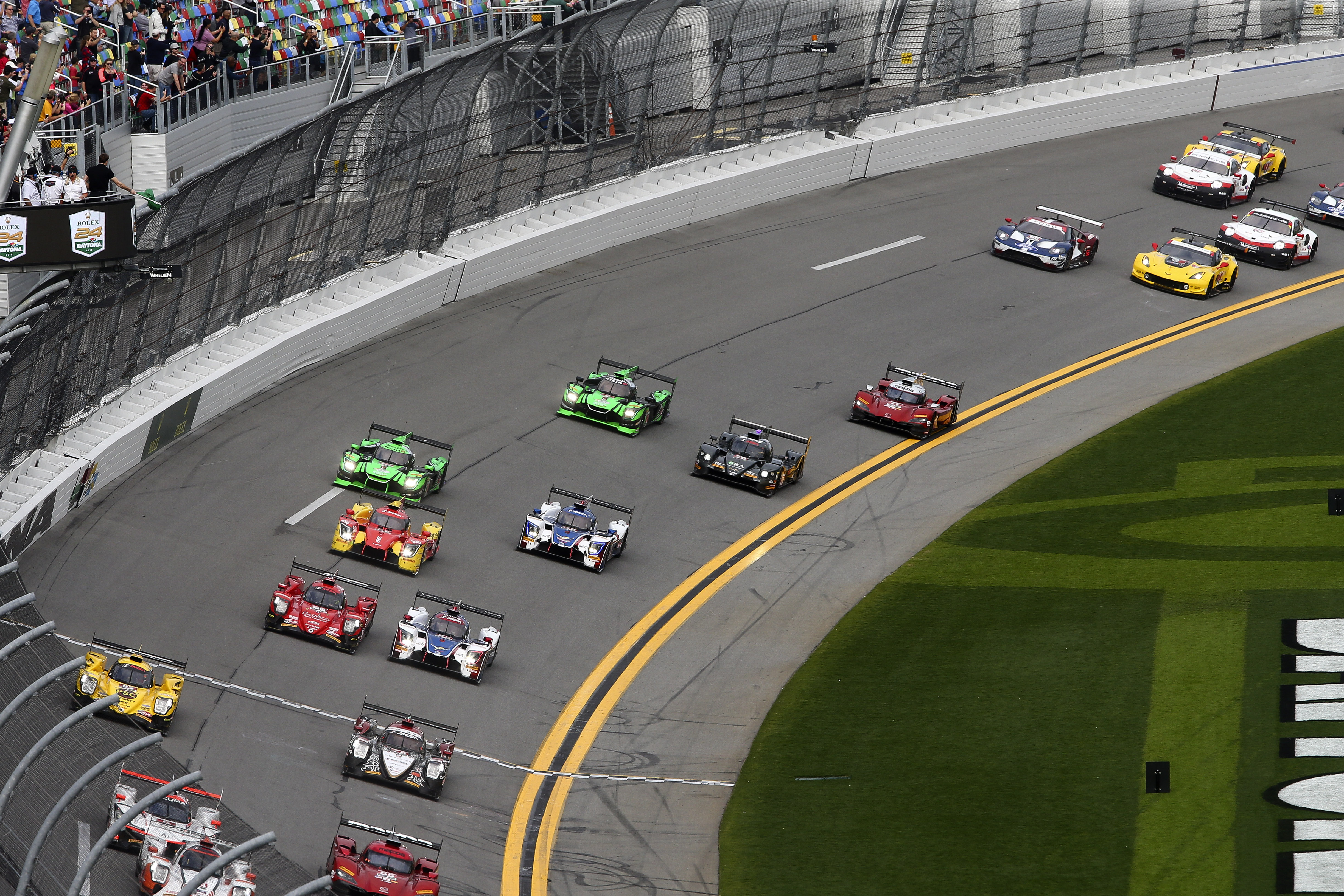
Inicio de la edición 2018.

Las 24 Horas de Daytona es una carrera de resistencia de sport prototipos y gran turismos celebrada en el trazado mixto del autódromo Daytona International Speedway de Estados Unidos. La carrera se disputa desde el año 1966, siempre a fines de enero o comienzos de febrero. Participan varios tipos de coches y por tratarse de 24 horas hay equipos de más de dos pilotos en cada coche. La categoría Pro solo admite pilotos profesionales, mientras que la categoría Pro-Am permite equipos con profesionales y amateurs.
En 1962 y 1963, poco después de la inauguración del circuito, se corrieron dos carreras de tres horas en este circuito. En 1964 y 1965, el formato se modificó a 2000 km, el doble que los 1000 km de Monza, 1000 km de Nürburgring y 1000 km de Spa-Francorchamps, tres de las carreras similares más importantes de la época. El formato de 24 horas se utilizó desde la edición 1965, salvo en 1972, cuando la duración se redujo a seis horas debido a la crisis del petróleo.
Las 24 Horas de Daytona formó parte del Campeonato Mundial de Resistencia en las décadas de 1960 a 1980, el Campeonato IMSA GT desde 1975 hasta 1997, la Grand-Am Rolex Sports Car Series a partir de 1998 hasta 2013, y el IMSA SportsCar Championship a partir de 2014.
Porsche es la marca de automóviles más exitosa en esta carrera con 24 triunfos, seguida de Ford, Ferrari y Cadillac con seis, cinco y cuatro victorias respectivamente. Los piloto más ganadores son Hurley Haywood (1973, 1975, 1977, 1979 y 1991), y Scott Pruett (1994, 2007, 2008, 2011 y 2013). El que seguiría es el mexicano Pedro Rodríguez que ganó de manera consecutiva dos veces (1963 y 1964) y en (1970 y 1971). Otros dos pilotos con resultados prestigiosos es el colombiano Juan Pablo Montoya, que venció en las ediciones de 2007, 2008 y la última disputada 2013 siendo uno de los pocos en ganar esta prueba consecutivamente y el mexicano Memo Rojas que fueron en las ediciones 2008, 2011 y 2013.

## Ganadores

### Absolutos
| Año      | Pilotos                                                                                                   | Equipo                                   | Automóvil                       |
| 3 Horas  | 3 Horas                                                                                                   | 3 Horas                                  | 3 Horas                         |
| -------- | --- | ---------------------------------------- | ------------------------------- |
| 1962     | Dan Gurney                                                                                                | Frank Arciero                            | Lotus 19B-Coventry Climax       |
| 1963     | Pedro Rodríguez                                                                                           | North American Racing Team               | Ferrari 250 GTO                 |
| 2000 km  | |                                          |                                 |
| 1964     | Pedro Rodríguez Phil Hill                                                                                 | North American Racing Team               | Ferrari 250 GTO                 |
| 1965     | Ken Miles Lloyd Ruby                                                                                      | Shelby-American Inc.                     | Ford GT40                       |
| 24 Horas | |                                          |                                 |
| 1966     | Ken Miles Lloyd Ruby                                                                                      | Shelby-American Inc.                     | Ford GT40 Mk. II                |
| 1967     | Lorenzo Bandini Chris Amon                                                                                | SpA Ferrari SEFAC                        | Ferrari 330 P4                  |
| 1968     | Vic Elford Jochen Neerpasch Rolf Stommelen Jo Siffert Hans Herrmann                                       | Porsche System Engineering               | Porsche 907LH                   |
| 1969     | Mark Donohue Chuck Parsons                                                                                | Roger Penske Sunoco Racing               | Lola T70 Mk.3B-Chevrolet        |
| 1970     | Pedro Rodríguez Leo Kinnunen Brian Redman                                                                 | J.W. Engineering                         | Porsche 917K                    |
| 1971     | Pedro Rodríguez Jackie Oliver                                                                             | J.W. Automotive Engineering              | Porsche 917K                    |
| 6 Horas  | |                                          |                                 |
| 1972     | Mario Andretti Jacky Ickx                                                                                 | SpA Ferrari SEFAC                        | Ferrari 312PB                   |
| 24 Horas | |                                          |                                 |
| 1973     | Peter Gregg Hurley Haywood                                                                                | Brumos Porsche                           | Porsche 911                     |
| 1974     | No se disputó                                                                                             | No se disputó                            | No se disputó                   |
| 1975     | Peter Gregg Hurley Haywood                                                                                | Brumos Porsche                           | Porsche 911                     |
| 1976     | Peter Gregg Brian Redman John Fitzpatrick                                                                 | BMW of North America                     | BMW 3.0 CSL                     |
| 1977     | Hurley Haywood John Graves Dave Helmick                                                                   | Ecurie Escargot                          | Porsche 911                     |
| 1978     | Peter Gregg Rolf Stommelen Toine Hezemans                                                                 | Brumos Porsche                           | Porsche 935/77                  |
| 1979     | Hurley Haywood Ted Field Danny Ongais                                                                     | Interscope Racing                        | Porsche 935/79                  |
| 1980     | Rolf Stommelen Volkert Merl Reinhold Joest                                                                | L&M Joest Racing                         | Porsche 935J                    |
| 1981     | Bobby Rahal Brian Redman Bob Garretson                                                                    | Garretson Racing/Style Auto              | Porsche 935 K3                  |
| 1982     | John Paul Sr. John Paul Jr. Rolf Stommelen                                                                | JLP Racing                               | Porsche 935 JLP-3               |
| 1983     | A. J. Foyt Bob Wollek Preston Henn Claude Ballot-Lena                                                     | Henn's Swap Shop Racing                  | Porsche 935L                    |
| 1984     | Sarel van der Merwe Tony Martin Graham Duxbury                                                            | Kreepy Krauly Racing                     | March 83G-Porsche               |
| 1985     | A. J. Foyt Bob Wollek Al Unser Thierry Boutsen                                                            | Henn's Swap Shop Racing                  | Porsche 962                     |
| 1986     | Al Holbert Derek Bell Al Unser Jr.                                                                        | Löwenbräu Holbert Racing                 | Porsche 962                     |
| 1987     | Al Holbert Derek Bell Chip Robinson Al Unser Jr.                                                          | Löwenbräu Holbert Racing                 | Porsche 962                     |
| 1988     | Raul Boesel Martin Brundle Jan Lammers John Nielsen                                                       | Castrol Jaguar Racing (TWR)              | Jaguar XJR-9                    |
| 1989     | John Andretti Derek Bell Bob Wollek                                                                       | Miller/BFGoodrich Busby Racing           | Porsche 962                     |
| 1990     | Jan Lammers Andy Wallace Davy Jones                                                                       | Castrol Jaguar Racing (TWR)              | Jaguar XJR-12D                  |
| 1991     | Hurley Haywood Henri Pescarolo Bob Wollek John Winter Frank Jelinski                                      | Joest Racing                             | Porsche 962C                    |
| 1992     | Masahiro Hasemi Kazuyoshi Hoshino Toshio Suzuki                                                           | Nissan Motorsports Intl.                 | Nissan R91CP                    |
| 1993     | P. J. Jones Mark Dismore Rocky Moran                                                                      | All American Racers                      | Eagle MkIII-Toyota              |
| 1994     | Scott Pruett Butch Leitzinger Paul Gentilozzi Steve Millen                                                | Cunningham Racing                        | Nissan 300ZX                    |
| 1995     | Jürgen Lässig Christophe Bouchut Giovanni Lavaggi Marco Werner                                            | Kremer Racing                            | Kremer K8 Spyder-Porsche        |
| 1996     | Wayne Taylor Scott Sharp Jim Pace                                                                         | Doyle Racing                             | Riley & Scott Mk III-Oldsmobile |
| 1997     | Rob Dyson James Weaver Butch Leitzinger Andy Wallace John Paul Jr. Elliott Forbes-Robinson John Schneider | Dyson Racing                             | Riley & Scott Mk III-Ford       |
| 1998     | Mauro Baldi Arie Luyendyk Giampiero Moretti Didier Theys                                                  | Doran-Moretti Racing                     | Ferrari 333 SP                  |
| 1999     | Elliott Forbes-Robinson Butch Leitzinger Andy Wallace                                                     | Dyson Racing Team Inc.                   | Riley & Scott Mk III-Ford       |
| 2000     | Olivier Beretta Karl Wendlinger Dominique Dupuy                                                           | Viper Team Oreca                         | Dodge Viper                     |
| 2001     | Ron Fellows Johnny O'Connell Chris Kneifel Franck Fréon                                                   | Corvette Racing                          | Chevrolet Corvette              |
| 2002     | Didier Theys Fredy Lienhard Max Papis Mauro Baldi                                                         | Doran Lista Racing                       | Dallara SP1-Judd                |
| 2003     | Timo Bernhard Jörg Bergmeister Kevin Buckler Michael Schrom                                               | The Racer's Group                        | Porsche 911                     |
| 2004     | Christian Fittipaldi Terry Borcheller Forest Barber Andy Pilgrim                                          | Bell Motorsports                         | Doran JE4-Pontiac               |
| 2005     | Max Angelelli Wayne Taylor Emmanuel Collard                                                               | SunTrust Racing                          | Riley Mk XI-Pontiac             |
| 2006     | Scott Dixon Dan Wheldon Casey Mears                                                                       | Target Ganassi Racing                    | Riley Mk XI-Lexus               |
| 2007     | Juan Pablo Montoya Salvador Durán Scott Pruett                                                            | Telmex Ganassi Racing                    | Riley Mk XI-Lexus               |
| 2008     | Juan Pablo Montoya Dario Franchitti Scott Pruett Memo Rojas                                               | Telmex Ganassi Racing                    | Riley Mk XI-Lexus               |
| 2009     | David Donohue Antonio García Darren Law Buddy Rice                                                        | Brumos Racing                            | Riley Mk XI-Porsche             |
| 2010     | João Barbosa Terry Borcheller Ryan Dalziel Mike Rockenfeller                                              | Action Express Racing                    | Riley Mk XI-Porsche             |
| 2011     | Joey Hand Graham Rahal Scott Pruett Memo Rojas                                                            | Telmex Chip Ganassi Racing               | Riley Mk XX-BMW                 |
| 2012     | A. J. Allmendinger Oswaldo Negri John Pew Justin Wilson                                                   | Michael Shank Racing with Curb-Agajanian | Riley Mk XXVI-Ford              |
| 2013     | Juan Pablo Montoya Charlie Kimball Scott Pruett Memo Rojas                                                | Chip Ganassi Racing                      | Riley Mk XXVI-BMW               |
| 2014     | João Barbosa Christian Fittipaldi Sebastien Bourdais                                                      | Action Express Racing                    | Corvette DP                     |
| 2015     | Scott Dixon Tony Kanaan Jamie McMurray Kyle Larson                                                        | Chip Ganassi Racing                      | Riley Mk XXVI-Ford              |
| 2016     | Pipo Derani Ed Brown Scott Sharp Johannes van Overbeek                                                    | Extreme Speed Motorsports                | Ligier JS P2-Honda              |
| 2017     | Jordan Taylor Ricky Taylor Max Angelelli Jeff Gordon                                                      | Wayne Taylor Racing                      | Cadillac DPi-V.R                |
| 2018     | João Barbosa Filipe Albuquerque Christian Fittipaldi                                                      | Action Express Racing                    | Cadillac DPi-V.R                |
| 2019     | Fernando Alonso Jordan Taylor Kamui Kobayashi Renger van der Zande                                        | Wayne Taylor Racing                      | Cadillac DPi-V.R                |
| 2020     | Ryan Briscoe Scott Dixon Kamui Kobayashi Renger van der Zande                                             | Wayne Taylor Racing                      | Cadillac DPi-V.R                |
| 2021     | Ricky Taylor Filipe Albuquerque Hélio Castroneves Alexander Rossi                                         | Wayne Taylor Racing                      | Acura ARX-05                    |
| 2022     | Tom Blomqvist Oliver Jarvis Hélio Castroneves Simon Pagenaud                                              | Meyer Shank Racing                       | Acura ARX-05                    |
| 2023     | Tom Blomqvist Colin Braun Hélio Castroneves Simon Pagenaud                                                | Meyer Shank Racing                       | Acura ARX-06                    |
| 2024     | Dane Cameron Matt Campbell Felipe Nasr Josef Newgarden                                                    | Porsche Penske                           | Porsche 963                     |
| 2025     | Nick Tandy Laurens Vanthoor Felipe Nasr                                                                   | Porsche Penske                           | Porsche 963                     |

### Clase GTLM
| Año  | Pilotos                                                      | Equipo       | Automóvil          |
| ---- | ------------------------------------------------------------ | ------------ | ------------------ |
| 2014 | Nick Tandy Richard Lietz Patrick Pilet                       | Porsche      | Porsche 911        |
| 2015 | Jan Magnussen Antonio García Ryan Briscoe                    | Corvette     | Chevrolet Corvette |
| 2016 | Oliver Gavin Tommy Milner Marcel Fässler                     | Corvette     | Chevrolet Corvette |
| 2017 | Dirk Müller Joey Hand Sébastien Bourdais                     | Ford Ganassi | Ford GT            |
| 2018 | Richard Westbrook Ryan Briscoe Scott Dixon                   | Ford Ganassi | Ford GT            |
| 2019 | Connor De Phillippi Colton Herta Phillipp Eng Augusto Farfus | BMW Rahal    | BMW M8             |
| 2020 | Jesse Krohn John Edwards Chaz Mostert Augusto Farfus         | BMW Rahal    | BMW M8             |
| 2021 | Jordan Taylor Nicky Catsburg Antonio García                  | Corvette     | Chevrolet Corvette |

### Clase GTD Pro
| Año  | Pilotos                                                      | Equipo                 | Automóvil        |
| ---- | ------------------------------------------------------------ | ---------------------- | ---------------- |
| 2022 | Matt Campbell Mathieu Jaminet Felipe Nasr                    | Pfaff                  | Porsche 911      |
| 2023 | Maro Engel Jules Gounon Daniel Juncadella Cooper MacNeil     | Proton                 | Mercedes-AMG GT  |
| 2024 | James Calado Alessandro Pier Guidi Davide Rigon Daniel Serra | Risi                   | Ferrari 296      |
| 2025 | Christopher Mies Dennis Olsen Frédéric Vervisch              | Multimatic Motorsports | Ford Mustang GT3 |

## Estadísticas

### Constructores con más títulos
| Núm. | Constructor   | Victorias | Años |
| ---- | ------------- | --------- | --- |
| 1    | Porsche       | 20        | 1968, 1970, 1971, 1973, 1975, 1977, 1978, 1979, 1980, 1981, 1982, 1983, 1985, 1986, 1987, 1989, 1991, 2003, 2024, 2025 |
| 2    | Riley         | 10        | 2005, 2006, 2007, 2008, 2009, 2010, 2011, 2012, 2013, 2015                                                             |
| 3    | Ferrari       | 5         | 1963, 1964, 1967, 1972, 1998                                                                                           |
| 4    | Cadillac      | 4         | 2017, 2018, 2019, 2020                                                                                                 |
| 5    | Riley & Scott | 3         | 1996, 1997, 1999 |
| 5    | Acura         | 3         | 2021, 2022, 2023 |
| 7    | Ford          | 2         | 1965, 1966 |
| 7    | Jaguar        | 2         | 1988, 1990 |
| 7    | Nissan        | 2         | 1992, 1994 |
| 7    | Chevrolet     | 2         | 2001, 2014 |
| 11   | Lotus         | 1         | 1962 |
| 11   | Lola          | 1         | 1969 |
| 11   | BMW           | 1         | 1976 |
| 11   | March         | 1         | 1984 |
| 11   | Toyota        | 1         | 1993 |
| 11   | Kremer        | 1         | 1995 |
| 11   | Dodge         | 1         | 2000 |
| 11   | Dallara       | 1         | 2002 |
| 11   | Doran         | 1         | 2004 |
| 11   | Ligier        | 1         | 2016 |

### Proveedores de motores con mayor número de victorias
En este rubro, nuevamente la alemana Porsche es dominadora absoluta de las estadísticas, habiendo reunido 24 victorias como proveedor, ya sea para sus equipos y modelos propios, como para equipos privados que requirieron de sus impulsores para equipar sus prototipos experimentales. En segundo lugar, aparece la americana Ford con 6 lauros como proveedor, mientras que la italiana Ferrari quedó relegada a la tercera ubicación con 5 victorias.
| Núm. | Constructor | Victorias | Años |
| ---- | ----------- | --------- | --- |
| 1    | Porsche     | 24        | 1968, 1970, 1971, 1973, 1975, 1977, 1978, 1979, 1980, 1981, 1982, 1983, 1984, 1985, 1986, 1987, 1989, 1991, 1995, 2003, 2009, 2010, 2024, 2025 |
| 2    | Ford        | 6         | 1965, 1966, 1997, 1999, 2012, 2015 |
| 3    | Ferrari     | 5         | 1963, 1964, 1967, 1972, 1998 |
| 4    | Cadillac    | 4         | 2017, 2018, 2019, 2020 |
| 5    | BMW         | 3         | 1976, 2011, 2013 |
| 5    | Chevrolet   | 3         | 1969, 2001, 2014 |
| 5    | Lexus       | 3         | 2006, 2007, 2008 |
| 5    | Acura       | 3         | 2021, 2022, 2023 |
| 9    | Nissan      | 2         | 1992, 1994 |
| 9    | Jaguar      | 2         | 1988, 1990 |
| 9    | Pontiac     | 2         | 2004, 2005 |

### Pilotos con mayor número de victorias
| N.º | Piloto                  | Victorias | Años                         |
| --- | ----------------------- | --------- | ---------------------------- |
| 1   | Hurley Haywood          | 5         | 1973, 1975, 1977, 1979, 1991 |
| 1   | Scott Pruett            | 5         | 1994, 2007, 2008, 2011, 2013 |
| 3   | Pedro Rodríguez         | 4         | 1963, 1964, 1970, 1971       |
| 3   | Bob Wollek              | 4         | 1983, 1985, 1989, 1991       |
| 3   | Peter Gregg             | 4         | 1973, 1975, 1976, 1978       |
| 3   | Rolf Stommelen          | 4         | 1968, 1978, 1980, 1982       |
| 7   | Brian Redman            | 3         | 1970, 1976, 1981             |
| 7   | Andy Wallace            | 3         | 1990, 1997, 1999             |
| 7   | Butch Leitzinger        | 3         | 1994, 1997, 1999             |
| 7   | Derek Bell              | 3         | 1986, 1987, 1989             |
| 7   | Juan Pablo Montoya      | 3         | 2007, 2008, 2013             |
| 7   | Memo Rojas              | 3         | 2008, 2011, 2013             |
| 7   | Christian Fittipaldi    | 3         | 2004, 2014, 2018             |
| 7   | João Barbosa            | 3         | 2010, 2014, 2018             |
| 7   | Scott Dixon             | 3         | 2006, 2015, 2020             |
| 7   | Hélio Castroneves       | 3         | 2021, 2022, 2023             |
| 17  | Ken Miles               | 2         | 1965, 1966                   |
| 17  | Lloyd Ruby              | 2         | 1965, 1966                   |
| 17  | A. J. Foyt              | 2         | 1983, 1985                   |
| 17  | Al Holbert              | 2         | 1986, 1987                   |
| 17  | Al Unser Jr.            | 2         | 1986, 1987                   |
| 17  | Jan Lammers             | 2         | 1988, 1990                   |
| 17  | John Paul Jr.           | 2         | 1982, 1997                   |
| 17  | Elliott Forbes-Robinson | 2         | 1997, 1999                   |
| 17  | Mauro Baldi             | 2         | 1998, 2002                   |
| 17  | Didier Theys            | 2         | 1998, 2002                   |
| 17  | Wayne Taylor            | 2         | 1996, 2005                   |
| 17  | Terry Borcheller        | 2         | 2004, 2010                   |
| 17  | Scott Sharp             | 2         | 1996, 2016                   |
| 17  | Max Angelelli           | 2         | 2005, 2017                   |
| 17  | Jordan Taylor           | 2         | 2017, 2019                   |
| 17  | Kamui Kobayashi         | 2         | 2019, 2020                   |
| 17  | Renger van der Zande    | 2         | 2019, 2020                   |
| 17  | Ricky Taylor            | 2         | 2017, 2021                   |
| 17  | Filipe Albuquerque      | 2         | 2018, 2021                   |
| 17  | Tom Blomqvist           | 2         | 2022, 2023                   |
| 17  | Simon Pagenaud          | 2         | 2022, 2023                   |
| 17  | Felipe Nasr             | 2         | 2024, 2025                   |